# Orr Barouch
Orr Barouch (25 de noviembre de 1991, Haifa, Israel) es un futbolista israelí-estadounidense que juega como delantero en el Chicago Fire de la Major League Soccer de Estados Unidos. Cabe destacar que inició jugando en el Chivas USA y se probó en el Club Brujas de Bélgica.

## Clubes
| Club         | País           | Año         |
| ------------ | -------------- | ----------- |
| Tigres UANL  | México         | 2009 - 2011 |
| Chicago Fire | Estados Unidos | 2011 -      |